# На грани изумруда
«На грани изумруда» — альбом группы «Чиж & Co», выпущенный в 2007 году. Фактически это сольный альбом гитариста «Чижа и Ко» Михаила Владимирова, записанный музыкантами группы. Владимиров выступает здесь в качестве основного автора и основного вокалиста.
В диск вошли песни, написанные Владимировым после прихода в группу в 1994 году, а также кавер-версия песни Майка Науменко «Позвони мне рано утром» (которая, в свою очередь, представляет собой очень вольный перевод «Meet Me in the Morning» Боба Дилана). В диск вошло 11 песен, среди которых есть дуэт «На грани изумруда», где вокальные партии исполнили Чиж и Михаил Владимиров, песню «Бронзовая птица» спел Сергей Чиграков. Также Чиграков сыграл на клавишных.

## Список композиций
Автор музыки и слов Михаил Владимиров, кроме отмеченной
1. Белая звезда — 5:25
2. Бронзовая птица — 3:48
3. Фонарик — 3:02
4. Кошки — 5:00
5. Меня спасёт рок-н-ролл — 3:36
6. Мы взяли виски — 3:07
7. На грани изумруда — 3:57
8. Они могли быть вместе — 3:11
9. Позвони мне рано утром (Майк Науменко) — 3:44
10. Станция О — 3:48
11. Всё будет, так как хочешь ты — 6:00

## Музыканты
- Михаил Владимиров — гитара, вокал, перкуссия;
- Сергей Чиграков — вокал (2, 4, 7), клавишные;
- Алексей Романюк — бас-гитара;
- Евгений Баринов — аккордеон, перкуссия;
- Игорь Фёдоров — ударные;
- Алексей Петров — ударные;
- Андрей Новожилов — запись ударных и бас;
- Кирилл Хилько — труба;
- Сергей Гусятинский — тромбон;
- Аминат Кубланова — скрипка;
- Жанна Коцюба — альт;
- Донат Мусин — виолончель;
- Николай Бичан — виолончель (11);
- Детский хор: Чигракова Дарья, Монахова Ксения, Шерова Полина.

## Оценки
Как отметил Сергей Мезенов (newslab.ru): «львиная доля этой пластинки состоит из простеньких похмельных блюзов и рок-н-роллов с плохонькими текстами. Вымученная алкогольная романтика, БГ рифмуется с „Хуанхэ“, а единственная приличная песня принадлежит перу великого Майка Науменко».
По мнению Ильи Тараскина: «Альбом грустный, слегка депрессивный. <…> альбом показался самобытным, оригинальным, но не эпохальным <…> Музыка и тексты на любителя»